# Ломчеозеро
Ломчеозеро — озеро на территории Поросозерского сельского поселения Суоярвского района Республики Карелии.

## Общие сведения
Площадь озера — 1,3 км², площадь водосборного бассейна — 1030 км². Располагается на высоте 138,0 метров над уровнем моря.
Форма озера лопастная, продолговатая: вытянуто с северо-запада на юго-восток. Берега преимущественно заболоченные.
Через озеро течёт река Ломнезерка, впадающая в озеро Селецкое.
Недалеко от северо-западной оконечности озера проходит просёлочная дорога, ответвляющаяся от дороги местного значения 86К-9 («Паданы — Совдозеро (через Сельги, Гумарино)»).
Код объекта в государственном водном реестре — 02020001111102000007291.